# تل الشمام
تل الشمام، هي قرية فلسطينيّة مُهجّرة وهي موقع أثري يقع جنوب كفار يهوشيع، في مرج ابن عامر، في شمال فلسطين. يتدفق نهر نهلال، أحد روافد نهر المقطع، في الجهة الشرقية من الموقع. كان في الموقع تل ولكن تم تسطيحه من أجل الاستخدام الزراعي ولم يعد من الممكن رؤيته على سطح الموقع. يمكن العثور على آثار قطع من الكتل التي كانت تستعمل في البناء وقطع فخار متناثرة في الحقول الزراعية حول الموقع وعادة ما تكون مكشوفة بعد هطول الأمطار. قام سكان كفار يهوشيع بجمع القطع الأثرية القديمة من الموقع ووضعها كزينة وتحف أثرية في منازلهم. وتشمل هذه القطع الأثرية أواني كاملة.البنية وتماثيل مصنوعة من الحجر والفخار. تم مسح الموقع من قبل عالم الآثار الإسرائيلي أفنير رابان، وتم إجراء حفريات لحفظ الموقع لأول مرة في عام 2013. وأظهرت الدراسات أنه على الرغم من صغر حجم الموقع، إلا أنه كان في تل الشمام تواجد بشري خلال كل الفترات الزمنية تقريبًا من العصر الحجري الحديث حتى الحكم البيزنطي، وكذلك خلال العصرين المملوكي والعثماني. سميت محطة التي تقع في خط سكك حديد مرج بن عامر القديم، بالقرب من كفر يهوشويع على اسم الموقع -تل الشمام- الذي كان لا يزال مرئيًا في بداية القرن العشرين، قبل تغيير الاسم إلى «محطة كفار يهوشوا».

## موقع القرية
تقع جنوب شرقي مدينة حيفا وتبعد عنها حوالي 21 كم، يمر نهر المقطّع بجنوبها الغربيّ على بعد 1.25 كم، وإلى الشّرق منها بئر ماء. وللشّمالِ الغربيّ منها يقع "تلّ القسّيس"، وفي الشّمال الشّرقيّ "تلّ الغلطة". وبالقربِ منها أيضًا "خربة الشّيخ إسحاق" وكلّها اليومَ تِلالٌ من الأنقاضِ والآثار.

## تاريخ القرية
أُقيمت القرية على آثار مدينة دبّاشة (دِبشيت) الكنعانيّة. ومعنى دبّاشة من الدِّباش أي العسل أو الدّبس. للقرية تاريخٌ عريقٌ يمتدّ على عدّة فترات زمنيّة، تصل إلى العهد البرونزيّ القديم.
ذكرت صحيفة المقتبس في العدد 945 الصادر في 2 نيسان أبريل سنة 1912م: "اتصل بنا أن متصرف عكا الجديد يرسل البرقيات تباعاً إلى حكومة طبريا ويطلب مضابط تلغرافية بعثمانية نسيم بوم بن اسرئيل وقدرته المالية لأنه يطلب إجراء فراغ قريتي تل الشمام و جيدا باسمه، فنسيم بوم على ما نعلم صهيوني ومزارع عند إحدى الجمعيات الصهيونية في بيت جن واسمه مستعار كما أن عثمايته مستعارة لأنه روسي ومن العجب كيف يستطيع الذي لا يملك لنفسه أرض فدانين أن يشتري قرى ودساكر"
في تعداد فلسطين عام 1922 الذي أجرته السلطات البريطانية، كان عدد سكان تل الشمام 71 نسمة؛ 70 مسلمًا و1 مسيحي مالكاني. كان يعتقد أن مستنقعاً قريباً يسمى المطبعة يجالع من الروماتيزم والآلام العصبية والعقم.
وفي العام ذات كانت تلّ الشّمام من القُرى الّتي باعها آل سرسق للصّندوق القومي اليهوديّ. تأسست مستوطنة كفار يهوشع عام 1927، بناءً على اتفاق تم التوصل إليه عام 1923 في اجتماع لاتحاد هستدروت في نهلال. في عام 1924، خلال عطلة عيد الأسابيع، اجتمع المجلس لتوضيح الهدف الأيديولوجي المتمثل في الجمع بين فكرة الكيبوتس والموشاف. وفي عام 1924، تم التوقيع على عقد شراء أرض في مرج ابن عامر الغربي برعاية يهوشوا هانكين. وتم شراء قطعة أرض بمساحة 8000 دونم بمبلغ 25000 جنيه مصري من ورثة عائلة تويني (شركاء آل سرسق). وكانت القرية في ذلك الوقت موطنًا لـ 50 عائلة. في يناير 1927، صوتت اللجنة على تسمية المستوطنة باسم "كفار يهوشع" نسبةً ليهوشع خانكبين" الّذي ساهمَ في الحصولِ على العديد من الأراضي في مرج ابن عامر.
في 3 آذار (مارس) 1927، تم نقل الكوخ الخشبي للمستأجرين السابقين لمحطة السكة الحديد في تل شمام إلى تلة القرية وأقامت العائلات الأولى هناك. كانت كفار يهوشع واحدة من 140 مستوطنة زراعية صممها المهندس المعماري الألماني اليهودي ريتشارد كوفمان. 
في إحصاء عام 1931، بلغ عدد سكان كفار يهوشوع 277 نسمة؛ 32 مسلمًا و245 يهوديًا، بإجمالي 53 منزلًا مأهولًا. وفي إحصاءات عام 1945 كان عدد السكان 620 نسمة، جميعهم من اليهود.

## سكان القرية
كان تعداد سكان تلّ الشمام في عام 1922 حوالي 72 عربيًا، ومختارهم العبد الخطيب. في عام 1931 قلّ عددهم إلى 32 نسمة. ثمّ اختفى وجودهم كليًّا.
اعتاشوا في البدايةِ على زراعة الأرض. وبعدَ التّهجيرِ انتقلَ بعضهم للعمل في المشروع الزراعيّ الّذي أقامه الانتداب البريطانيّ في غور بيسان والمُسمّى "تلّ الشّوك".

## سكّة الحديد الحجازيّة
أشهرُ ما يميّزُ تلّ الشّمام، أنّها كانت محطّةً من محطّات الخطّ الحجازيّ الواقع بين حيفا ودرعا. على مسيرةِ 21 كم من حيفا، و140 كلم من درعا. تأتي بعدَ محطّة تلّ الشّمام محطّة العفّولة، الّتي تبعد عنها 15 كم.
بُدئ العمل للسفر عبر هذه السّكة سنة 1905 لكنّه انتهى عام 1948، وتركَ وراءَه آثار المحطّات. وقد تم ترميم محطّة تلّ الشّمام في السنوات الماضية وتحوّل إلى متحف للزوار الآن.
وكانت توجد محطة على فرع من سكة حديد الحجاز المنطلق من حيفا-بيسان وصولاً إلى محطة سمخ ليلتقي مع الخط الرئيسي في درعا، حيث بدأ العمل للسفر سنة 1905 لينتهي عام 1948، وقد تم ترميمه في السنوات الماضية وتحوّل إلى متحف للزوار الآن.وکان هنالک خربة كنعانية قديمة تسمى "دبّاشَة" كانت قائمة في موقع المحطة بالقرب من موقع (تل قَيْمون"، وعن معنى دبّاشة" دِباش بمعنى العسل أو الدبس، وربما كان معنى الجذر دبس أصيل السُمرة مائلاً للحمرة) .
اما ما بقی  بقي من القرية العربية مباني محطة سكة الحديد التي تم ترميمها ضمن مشروع المحافظة على الآثار التاريخية بهدف جعلها متحفًا للقطار، أما التلّ القديم (تلّ الشمام) الذي كانت تقوم عليه قرية (دباشة) الكنعانية فقد اختفى من الوجود كلياً بعد أن قام فلاحو المستوطنة اليهودية بحفره حتى القضاء عليه نهائياً 

## دراسة أثرية
عند إجراء المسح الأثري لأول مرة في الموقع، جمع أفنير رابان وفريقه أدوات مصنوعة من الصوان من العصر الحجري الحديث والعصر النحاسي. تم تأريخ قطع الفخار الذي تم جمعها أيضًا إلى الفترتين المذكورتين، بالإضافة إلى العصر البرونزي المبكر الأول والثاني والعصر البرونزي الوسطي الثاني والعصر البرونزي المتأخر الثاني والعصر الحديدي بأكمله، العصر الفارسي والهلنستي والروماني والبيزنطي والعثماني. شخص أفنير ربان تل الشمام كموقع لمستوطنة فلستية أو غيرها من شعوب البحر بفضل الفخار والتماثيل الفلستية التي كانت تتواجد في الموقع وفي المجموعات الأثرية التي أخذت لكفار يهوشوع.
الحفريات التي تمت في عام 2013، والتي قادها يوتام تيبر نيابة عن سلطة الآثار الإسرائيلية وبتمويل من شركة مياه ميكوروت، كان هدفها فحص ستة مربعات وحفر في المكان حتى مستوى المياه الجوفية. كشفتالحفريات والمسوحات هذه مزيدًا من التفاصيل عن تاريخ الإستيطان في تل الشمام. الإكتشاف الأول كان أرضية مصنوعة من الملاط تم تأريخها إلىالعصر النحاسي بفضل أداة مصنوعة من الصوان والتي كانت موجودة أعلى وأسفل الأرضية. تمت دراسة ستة مقابر وتأريخها، بناءً على الأدوات الموجودة فيها، يعود إلى العصر البرونزي المتأخر والعصر الحديدي. يشير ذلك إلى أن هذا القسم كان منطقة عبارة مقبرة للمستوطنة خلال هذه الفترات. خلال حكم الإمبراطورية الأخمينية (الفترة الفارسية)، تغيرت وظيفة هذه المنطقة. تم العثور على هيكل غريب الشكل مصنوع من الطوب اللبن وطبقات من الرماد مختلطة مع الخبث تشير إلى أنه تم إجراء بعض المعالجات هنا. لم يتم تحديد الغرض من بناء الهيكل بسبب قيود وقصور في عملية التنقيب، ولكن بفضل الفخار الذي تم إستيراده من الساحل الفينيقي (لبنان حاليًا) والذي تم العثور عليه في الهيكل، أرخ المنقبون هذا الهيكل إلى الفترة الفارسية. البقايا الأثرية التالية التي تم تنقيبها أرخت على أنها من الفترة البيزنطية، حيث لم يتم الكشف عن أو إيجاد بقايا من الفترات السابقة أثناء التنقيب. تم العثور على هيكل بيزنطي مصنوع من كتل حجارة آشلار، الهيكل يختوي على أرضية الفسيفسائية بيضاء اللون ويبدو أنه يحتوي على نوع من المقاعد المتصلة بجداره الجنوبي الداخلي. تم العثور على قطع من الفخار في الداخل وتشمل الأطباق المستوردة وبلاط الأسقف (قرميد).
على الرغم من أنه لم يتم العثور على قبر داخل الهيكل، يعتقد علماء الآثار أن هذا الهيكل كان جزءًا من موقع الدفن. سلطت الحفريات الضوء على مستوطنة كانت موجودة في العصر المملوكي. تم العثور على تركيب من الطوب اللبن، حيث تنحدر أرضيته قليلاً باتجاه الشرق. كما تم العثور على مقبرة التي يتواجد بها فخار من تلك الفترة بجانب التركيب هذا. إكتشفت الحفريات بقايا مبان من العهد العثماني ولكن لم يتم تحديد شكليتها وحجمها بشكل مناسب بسبب محدودية أعمال التنقيب. تم اكتشاف العديد من غليون التبغ والفخار والزجاج من الفترة العثمانية بالإضافة إلى أربع مدافن قد تكون من نفس الفترة.